# Last Pizza Slice
Last Pizza Slice, познатији под иницијализмом LPS, је словеначки бенд. Представљаће Словенију на Песми Евровизије 2022. са песмом „Disko".
Бенд је формиран у децембру 2018. године у музичкој сали Гимназије „Цеље-Центар".

### 2022:Песма Евровизије
Словеначки јавни сервис радиотелевизија Словенија (RTVSLO) објавила је 26. новембра 2021. да је ЛПС изабран као један од 24 учесника који ће имати прилику да представљају Словенију на Песми Евровизије 2022. Бенд је победио у трећем дуелу такмичења EMA Freš победивши песму Нели Јерот „Magnum opus" чиме су прошли у финале. LPS је такође победио у финалу, па ће представљати Словенију на Песми Евровизије 2022. са песмом „Disko".
- Филип Видушин – певач
- Гашпер Хлупич – бубњеви
- Марк Семеја – електрична гитара
- Зала Веленшек – бас, тенор и алт саксофон
- Жига Жвижеј – електронске клавијатуре